# 2509-es mellékút (Magyarország)
A 2509-es számú mellékút egy körülbelül 15,5 kilométeres hosszúságú, négy számjegyű mellékút a Bükkalján, nagyobbrészt Borsod-Abaúj-Zemplén vármegye, kisebb részben Heves vármegye területén.

## Nyomvonala
A 3-as főútból ágazik ki, annak 139. kilométere közelében, nagyjából északi irányban, a Borsod-Abaúj-Zemplén vármegyei Mezőkövesdet elkerülő szakaszon, a városból ugyanebbe a kereszteződésbe érkező két önkormányzati út, a Jegenye-sor utca és a Szomolyai út folytatásaként. Amíg el nem hagyja Mezőkövesd területét, a Szomolyai út nevet viseli. Öt kilométer megtétele után lép át Szomolya területére, a község központját a tizedik kilométere közelében éri el, települési neve odáig Széchenyi út, majd onnan tovább Kossuth út.
Nem sokkal ezután átlépi a megyehatárt és a már Heves vármegyéhez tartozó Noszvajra érkezik, ott szintén Szomolyai út néven halad. Az utolsó néhány száz méterén azonban az országos közútként számozódó szakasz elválik a Szomolyai úttól és egy kicsit nyugatabbra kanyarodik, a település központjának házai közé. A letérést követően előbb Dobó István utca néven halad, ezen a néven halad el a De la Motte-kastély mellett is, majd azt elhagyva a Gárdonyi Géza utca nevet veszi fel. A 2504-es útba torkollva ér véget, annak körülbelül a 11+100-as kilométerszelvényénél.
Teljes hossza, az országos közutak térképes nyilvántartását szolgáló kira.gov.hu adatbázisa szerint 15,535 kilométer.

## Története
Egy 1,260 kilométeres szakaszát (a 14+271 és a 15+535 kilométerszelvények között) 2019 második felében újítják fel, a Magyar Falu Program útjavítási pályázatának I. ütemében, Noszvaj település területén.